# ليزي لامهي (أغنية)
ليزي لامهي أو لحظات ثمالة (بالإنجليزية: Lazy Lamhe)‏ هي أغنية من الفيلم الهندي قليل من الحب قليل من السحر للمغنية أنوشا ماني وتأليف براسون جوشي.
يتكون فيديو كليب الأغنية من رقصات تؤديها الممثلة أميشا باتيل رفقة الممثلة راني موكيرجي وسيف علي خان. وقد استغرق تصوير كليب الأغنية مدة خمسون يوما نظرا لتوفر الفيديو على تقنيات عالية.